# 信州日報
『信州日報』（しんしゅうにっぽう）は、かつて1956年から2013年にかけて長野県飯田市で発行されていた日刊地域紙。
もともと飯田市では、戦後の地域紙の離合集散の中で『新信州日報』、『信州日報』を名乗る新聞が存在したことがあり、プランゲ文庫にも残されているが、それらは結局一本化され、1954年10月1日に『南信州新聞』が創刊された。その後、1956年に、かつての『信州日報』に在籍していた社員らが、『南信州新聞』から独立し、改めて『信州日報』を創刊した。
その後は長く、『南信州新聞』との共存が続いたが、やがて経営は傾き、2012年には従業員への給与の支払いにも事欠く事態となり、2013年11月30日付までで、事実上の廃刊となった。
廃刊直前の公称部数は5,000部であった。2014年1月には長野地方裁判所飯田支部に自己破産を申請したことが報じられ、11月には会社と旧経営者個人が最低賃金法違反容疑（賃金未払い）で長野地方検察庁飯田支部に書類送検されたと報じられた。
元代議士の串原義直は、晩年、信州日報の会長を務めていた。